# Contea di Walgett
La contea di Walgett è una Local Government Area che si trova nel Nuovo Galles del Sud. Essa si estende su una superficie di 22.336 chilometri quadrati e ha una popolazione di 7.235 abitanti. La sede del consiglio si trova a Walgett.

## Città
La contea comprende le città di Walgett, Lightning Ridge, Collarenebri, Pokataroo, Rowena, Burren Junction, Cryon, Cumborah, Glengarry e Carinda. Come By Chance fu istituita nel 1840, prima di tutte le città precedentemente citate.